# Коротневы
Коротневы — русский дворянский род, восходящий к 1500 году.
При подаче документов (1686) для внесения рода в Бархатную книгу, была предоставлена родословная роспись Коротнёвых, поместная жалованная грамота Ивана III  Михаилу, Гавриле, Дмитрию и Некрасу Васильевичам детям Челяднина Коротнёва на волость и деревни в Михайловском и других погостах Обонежской пятины (1500).
Род внесён в VI часть родословной книги Калужской губернии.
Другой род Коротневых восходит к концу XVII века и внесён в VI часть родословной книги Курской губернии.
Ещё два рода этой фамилии более позднего происхождения.

## Описание герба
Щит разделён на 9 частей на зелёные и червлёные поля. Поверх всего два серебряных меча накрест с золотыми рукоятками, остриями вверх (польский герб Пелец).
Щит увенчан дворянским коронованным шлемом. Нашлемник — шесть вертикально золотых колосьев, перевязанных червлёной лентой. Намёт справа зелёный, слева червлёный, подложенный серебром. Щитодержатели: два оленя с золотыми рогами. Герб Коротневых внесён в Часть 21 Общего гербовника дворянских родов Всероссийской империи, стр. 8.

## Известные представители
- Коротнев Пётр Матвеевич - московский дворянин (1636-1640).
- Коротнев Максим Елизарьевич - стряпчий (1683-1692), стольник (1693).
- Коротнев Михаил Елизарович - стольник (1686-1690).
- Коротневы: Иван Петрович, Леонтий Андреевич, Иван Большой и Василий Ивановичи - стряпчие (1692)
- Коротневы: Борис Андреевич, Иван, Богдан и Андреян Абросимовичи - московские дворяне (1667-1692).
- Коротнев Иван Елизарович - стольник (1692).
- Коротнев Филат Иванович - московский дворянин (1695)[3].